# Ventaquemada

Localização de Ventaquemada no departamento de Boyacá.

Ventaquemada é um município no departamento de Boyacá, na Colômbia.